# The Racket (film din 1928)
The Racket este un film mut american creat în genul polițist, dramă din 1928, regizat de Lewis Milestone, cu Thomas Meighan, Marie Prevost, Louis Wolheim și George E. Stone. Filmul a fost produs de Howard Hughes, scris de Bartlett Cormack și Tom Miranda și a fost distribuit de Paramount Pictures. A fost adaptat după piesa din 1927 de pe Broadway The Racket a lui Cormack.

## Context
Din cauza controversatei portretizări a forțelor de poliție corupte și a conducerii corupte a orașului, atât filmul cât și piesa au fost interzise la vremea respectivă în Chicago.

## Primire
The Racket este unul dintre primele filme nominalizate la premiul Oscar pentru cel mai bun film (pe atunci numit film remarcabil) la Premiile Academiei din 1929.

## Starea de conservare
Despre acest film se știe că există doar o singură copie. Mult timp s-a crezut că este pierdut dar a fost găsit în colecția de filme a lui Howard Hughes după moartea sa. Un tipar a fost păstrată de dr. Hart Wegner de la Universitatea din Nevada, Las Vegas, un departament de restaurare a filmelor de catre Jeffrey Masino, împreună cu un alt film produs de Hughes, Two Arabian Nights (1927). În 2004 și 2006, Turner Classic Movies a difuzat The Racket, Two Arabian Nights și The Matting Call (1928), prima prezentare a celor trei filme în ultimele decenii.
Studiourile RKO deținute de Howard Hughes au refăcut The Racket în 1951 cu Robert Mitchum și Robert Ryan în rolurile principale.

## Distribuție
- Thomas Meighan în rolul căpitanul James McQuigg
- Louis Wolheim în rolul Nick Scarsi
- Marie Prevost în rolul Helen Hayes
- G. Pat Collins în rolul polițistului Johnson
- Henry Sedley în rolul Spike
- George E. Stone în rolul Joe Scarsi
- Sam De Grasse în rolul procurorul Welch
- Richard 'Skeets' Gallagher în rolul Miller
- Lee Moran în rolul Pratt
- John Darrow în rolul Dave Ames - reporter Cub